# Manuel Cusachs i Xivillé
Manuel Cusachs i Xivillé (Mataró, Maresme 18 d'agost de 1933 - 14 de febrer de 2019) fou un escultor català.

## Biografia
Estudià dibuix i pintura, però es decantà per l'escultura. El 1962 va fer la primera exposició individual. Impulsà el cicle d'exposicions Volta a Catalunya d'un escultor (1976-1983). Va fer nombrosos retrats i monuments dedicats a personatges il·lustres: Josep Pla (1976), Josep Vallverdú (1977), Salvador Espriu (1979), Josep Maria Flotats (1980), Joan Fuster (1983) i Miquel Martí i Pol (1995). Va ser amic de Josep Pla i Ricard Opisso.
Altres obres seves són la Nova verge de Meritxell, de Canillo (1980), les escultures que il·lustren poemes d'El caminant i el mur, de Salvador Espriu (1979-1989), i Dotze senyes de Catalunya (1983), amb texts de Joan Fuster. També és autor els retrats que decoren vuit dels capitells del nou claustre de la Seu d'Urgell, dissenyat per Lluís Racionero (1987), les peces monumentals Mataró (1991), L'abat Oliba (1993, a Montserrat), el Monument a l'11 de setembre de 1714 a Granollers (1995) i el conjunt L'interludi dels bibelots (1993). Va exposar a Boston (1987), Estrasburg (1988) i Roma (1988), i el 2001 va rebre la Creu de Sant Jordi.
El 1983 el cineasta Jordi Gigó li va dedicar un documental, Cusachs, intimitats d'una escultura.